# Muntingia calabura

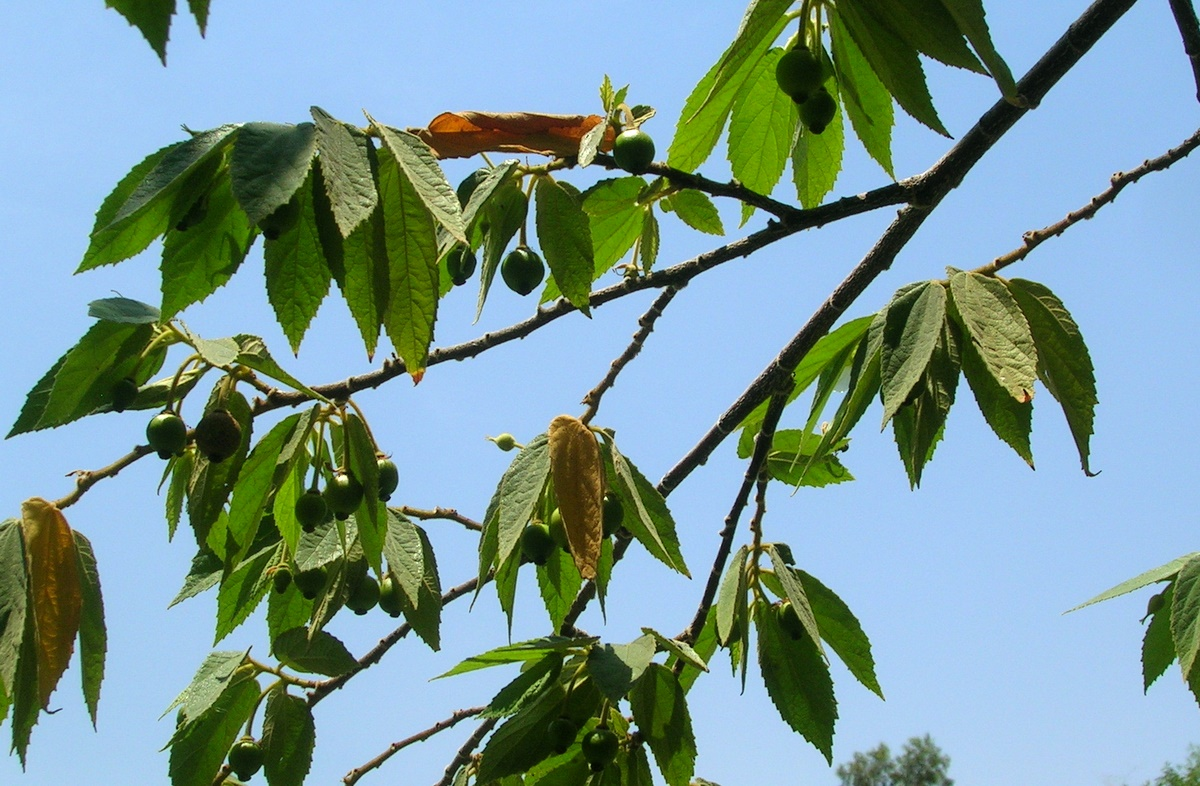
Liście i owoce

Rozcięg (Muntingia calabura) – jedyny gatunek rośliny należącej do monotypowego rodzaju Muntingia z rodziny rozcięgowatych Muntingiaceae. Rodzimym obszarem występowania tego gatunku jest tropikalna Ameryka od południowego Meksyku po Peru i Boliwię. Rozcięg odgrywa istotną rolę w amerykańskich lasach tropikalnych jako gatunek pionierski. 

## Morfologia
PokrójWiecznozielone drzewo. Osiąga wysokość do 10 m.
LiścieOwalne do eliptycznolancetowatych, spody z lepkimi włoskami, do 12 cm długości, brzegi piłkowane.
KwiatyNiewielkie, białe, 5 płatków korony, płatki pomarszczone.
OwoceJagoda o wielu nasionach, żółte do czerwonych.

## Zastosowanie
Owoce wykorzystywane są w kuchni meksykańskiej do sporządzania sałatek i napojów. Roślina wykorzystywana jest także do wytwarzania włókien z kory. Poza tym rozprzestrzeniona jest w tropikach jako ozdobna. 
Wyniki niektórych badań wskazują właściwości lecznicze owoców w leczeniu cukrzycy typu II.